# U 2344
U 2344 war ein U-Boot der deutschen Kriegsmarine vom Typ XXIII. Es sank nach einer Kollision mit dem baugleichen U 2336, bevor es zum Einsatz kam. U 2344 wurde zehn Jahre später gehoben und schließlich als irreparables Wrack im Jahr 1957 auf der Rostocker Neptun Werft abgebrochen.

## Bau und technische Daten
Die Deutsche Werft AG in Hamburg-Finkenwerder lieferte in den Jahren 1944 und 1945 insgesamt 48 Boote vom Typ XXIII an die Kriegsmarine aus. Diese Boote wurden nicht im werfteigenen Bunker Fink II, sondern unter freiem Himmel gebaut. Obwohl seit 1941 und besonders zerstörerisch im Juli 1943 feindliche Luftangriffe auf Hamburg erfolgten, konnte die Fertigung ungestört erfolgen. Erst im Frühjahr 1945 setzen massive Luftangriffe in Finkenwerder ein. Die kleinen U-Boote des Typs XXIII wurden bei Unterwasserfahrt von einem 580 PS starken Elektro-Motor angetrieben und boten mit ihren 35 m Länge nur wenig Platz für die Besatzung. Diese bestand, neben dem Kommandanten und dem Leitenden Ingenieur, aus zwölf Mann. Ein XXIII-Boot war mit nur zwei Torpedos bewaffnet, die aufgrund des Platzmangels im Inneren von außen geladen werden mussten. Diese Boote konnten lange Zeit unter Wasser fahren und dabei mit 12,5 kn eine höhere Geschwindigkeit erreichen als bei Überwasserfahrt (9,7 kn).

## Bewertung
Eberhard Rössler überliefert in seinem Buch „U-Boottyp XXIII“ einen Kommentar von Emil Klusmeier, Kommandant von U 2336: „Bei diesem Typ handelt es sich um ein äußerst kampfkräftiges Boot, welches in der Hand eines mutigen und erprobten Kommandanten und bei rechtzeitigem Einsatz sicher noch manchen Erfolg errungen hätte. Für kurzfristige Unternehmungen in Küstennähe ein ideales Boot, schnell, wendig, einfache Tiefensteuerung, geringe Ortungs- und Angriffsfläche! Der Gegner ahnte mehr, dass ein Boot da ist, als dass er einen klaren Beweis und die Position erhielt.“

## Einsatz
Das Boot wurde am 10. November unter dem Kommando von Oberleutnant z. S. (Oblt.z.S.) der Reserve Hermann Ellerlage in Dienst gestellt. Es war als Ausbildungsboot der 32. U-Flottille zugeteilt, einer Ausbildungsflottille, die in Königsberg stationiert war. Von hier aus unternahm Kommandant Ellerlage Ausbildungsfahrten in der Ostsee zum Einfahren des Bootes und zum Training der Besatzung. Am 17. Februar 1945 verließ U 2344 Gotenhafen, um nach Kiel zu verlegen.
Am folgenden Tag kollidierte das Boot nördlich von Heiligendamm mit U 2336, ebenfalls ein Typ-XXIII-Boot aus demselben Bauauftrag, das damals unter dem Kommando von Oblt.z.S. Jürgen Vockel stand. Infolge der Beschädigung sank U 2344. Kommandant Ellerlage und sechs weitere Besatzungsmitglieder konnten gerettet werden. Die Ursache der Kollision ist ungeklärt.

## Hebung und weiterer Verbleib
Die Volkspolizei See, der Vorläufer der Volksmarine der DDR, hatte im Jahr 1952 Pläne, eine eigene U-Boot-Flotte mit 12 bis 14 Booten aufzustellen. Diese Pläne wurden im Zusammenhang mit den Ereignissen vom 17. Juni 1953 aufgegeben – dennoch sind mehrere der gehobenen Boote vorerst weiterhin konserviert worden. Das Wrack von U 2344 ist im Januar 1955 gehoben und zur Rostocker Neptun Werft gebracht worden. Hier wurde das Boot im Jahr 1957 wegen irreparabler Beschädigungen abgewrackt.